# Епархия Лимона
Епархия Лимона (лат. Dioecesis Limonensis) — епархия Римско-Католической церкви с центром в городе Лимон, Коста-Рика. Епархия Лимона входит в митрополию Сан-Хосе де Коста-Рики. Епархия Лимона распространяет свою юрисдикцию на коста-риканскую провинцию Лимон. Кафедральным собором епархии Лимона является церковь Святейшего Сердца Иисуса в городе Лимон.

## История
16 февраля 1921 года Папа Римский Бенедикт XV издал буллу «Praedecessorum Nostrorum», которой учредил апостольский викариат Лимона, выделив его из епархии Сан-Хосе де Коста-Рики (сегодня — Архиепархия Сан-Хосе де Коста-Рики).
В 1951 году был открыт кафедральный собор.
21 августа 1961 года апостольский викариат Лимона был расширен путём включения кантона Турриальба провинции Картаго, который ранее принадлежал епархии Сан-Хосе де Коста-Рики.
В 1991 году собор был сильно поврежден после произошедшего землетрясения. Учитывая высокую стоимость реконструкции, было решено начать строительство нового собора.
30 декабря 1994 года Папа Римский Иоанн Павел II издал буллу «Cum Vicariatus Apostolicus», которой возвел апостольский викариат Лимона в ранг епархии.
24 мая 2005 года епархия Лимона передала кантон Турриальба в пользу новообразованной епархии Картаго.

## Ординарии епархии
- епископ Agustín Blessing Presinger C.M.[1] (16.12.1921 — 1.02.1934, до смерти);
- епископ Carlos Alberto Wollgarten C.M. (28.01.1935 — 28.04.1937, до смерти);
- епископ Juan Paulo Odendahl Metz C.M. (10.02.1938 — 13.01.1957, до смерти);
- епископ Alfonso Hoefer (Höfer) Hombach C.M. (7.01.1958 — 15.11.1979, в отставке);
- епископ Alfonso Coto Monge (7.03.1980 — 30.12.1994, в отставке);
- епископ José Francisco Ulloa Rojas (30.12.1994 — 24.05.2005 — назначен епископом Картаго);
- епископ José Rafael Quirós Quirós (2.12.2005 — 4.07.2013 — назначен архиепископом Сан-Хосе де Коста-Рики);
- епископ Javier Gerardo Román Arias (21.03.2015 — по настоящее время).

## Источник
- Annuario Pontificio, Libreria Editrice Vaticana, Città del Vaticano, 2003, ISBN 88-209-7422-3
- Булла Praedecessorum Nostrorum, AAS 13 (1921), стр. 252-255  (лат.)